# Projekt 264
Projekt 264 (jinak též třída T-58) je třída oceánských minolovek sovětského námořnictva z doby studené války. Celkem bylo postaveno 45 jednotek této třídy. Minolovky byly ze služby vyřazeny na přelomu 80. a 90. let.

## Stavba
Celkem bylo v letech 1957–1962 pro sovětské námořnictvo postaveno 45 minolovek této třídy.

## Konstrukce
Výzbroj tvořily čtyři 57mm kanóny ve dvoudělových věžích ZIF-31 a čtyři 25mm kanóny v dvoudělových postaveních 2M-3M. Lodě nesly dvě skluzavky pro spouštění hlubinných pum a až 60 min. U druhé série plavidel 25mm kanóny nahradily dva raketové vrhače hlubinných pum RBU-1800. Pohonný systém tvořily dva diesely 37D o výkonu 4000 hp. Lodní šrouby byly dva. Nejvyšší rychlost dosahovala 18 uzlů.

### Modifikace
Během služby bylo několik jednotek přestavěno na hlídková plavidla KGB a další tři jednotky přestavěny na radarová plavidla. V případě radarových plavidel jejich výzbroj tvořily dva 57mm kanóny, dva 30mm dvojkanóny AK-230 a dvě čtyřnásobná vypouštěcí zařízení protiletadlových řízených střel 9K32 Strela-2.